# 유엔 한국 재건단
유엔 한국 재건단(United Nations Korean Reconstruction Agency (UNKRA))은 1950년 12월 1일 유엔 총회에서 대한민국의 재건을 위해 설립된 유엔 기구로서 원조자금을 관리하였고, 1953년에는 수리조합연합회, UNKRA, UN군사정부 간에 "식량증산 및 수리시설 복구를 위한 원조협정을 체결하고 수리조합 기자재를 지원하였으며, 1955년에 주한 미군 경제 조정관실로 업무를 이관하면서 폐지되었다.

## 역사
1950년 7월에 UNKRA의 전신인 한국 민간구호원조대(영어: Civilian Relief in Korea (CRIK))가 설럽되었다. 10월에 중국인민지원군이 전쟁에 끼어들면서 재건 계획을 당장 시행하기 곤란해졌다.
12월 1일, 유엔 총회에서 발효한 결의 제410호(â€ (A/RES/410))에 따라 설립되었다.
1951년 2월부터 활동을 개시하였으나, 당시의 모든 항구와 운송 시설은 총동원령에 따라 운영되고 있던 시기여서, UNKRA의 임무는 민간에 대한 긴급 부호로 제한되었다. 휴전이 체결되고 나서야 본격적인 원조 임무를 할 수 있게 되었고, 유엔 회원국으로부터 7,000만 미국 달러 정도의 원조자금을 조달받아 활동을 시작하였다.
1953년 휴전 이후 재건 사업이 시작되어 피난민과 집 없는 사람들을 구호하는 일에 주력했다. 거의 150,000,000 미국 달러가 이 계획에 소요되었으며, 기금의 대부분은 한국의 기부자, 미국, 또 멕시코와 같은 개발 도상국들도 기여했다. 이 사업은 자금 조달이 어려워지면서 1958년에 끝났다.
1958년 6월까지 원조 활동이 끝날 때까지 총 1억 2,208만 4천 달러 가량의 지원 비용을 소비하였다. UNKRA는 1959년 운영을 멈추고 이듬해 1960년 해산하였다.
UNKRA의 영향으로 탄광이 본격적으로 개발되고, 인천판유리 공장이 1956년 2월 14일, 문경시멘트공장이 1957년 9월 26일에 설립되고, 국립의료원이 1958년 11월에 개원하였다. 문경시멘트공장은 이후 쌍용양회에서 사들여 "쌍용양회 문경공장"으로 개명되었고 2018년 5월까지 운영되었다.

## 단장
Chief of Mission→임무장
1. 존 콜터  미국 육군 중장, 1950년~1951년
2. 찰스 롤로이드,  오스트레일리아 육군 소장, 1951년~1953년[4]

## 조직 구조
아래의 목록은 1955년 6월 30일 당시의 기준이다.
- Tokyo Liaison & Procuremnt Office→도쿄 연락 및 구매청
- American Regional Office (New York)→뉴욕 주재 미국 지청
  - London Sub-Office→런던 주재 지청
- Personnel seconded to KCAC→
- Office of the Agent General
  - Program & Reports Divison→프로그램보고부
  - Budget & Management Divison→예산관리부
  - Comptroller Divison→감사부
  - Personnel Divison→인사부
  - Administrative Services Divison→행정업무부
  - Public Information Divison→공개정보부
  - Inspection & Protective Servies Divison→감찰방호업무부
  - Operations Divison→운영부
    - Industries Section→산업반
    - Miming Section→채광반
    - Education Section→교육반
    - Housing & Construction Section→주택건축반
    - Special Projects Section→특별프로젝트반

  - Supply Divison→보급부
    - Supply Operations Section→보급운영반
    - Supply Requiremets Section→보급소요반

## 참조

### 인용
1. ↑  “Resolutions adopted on the reports of the joint second and third committee - 410 (V). Relief and rehabiliation of Korea” (PDF) (영어). United Nations. 2023년 3월 31일에 확인함.
2. ↑  “Summary of AG-064 United Nations Korean Reconstruction Agency (UNKRA) (1950-1958” (PDF) (영어). United Nations. 2023년 3월 31일에 확인함.
3. ↑  황진호 (2021년 12월 3일). “쌍용양회 문경공장, 문경시 품으로…"도시재생뉴딜사업 본격화"”. 2024년 3월 14일에 확인함.
4. ↑  Dennis et al 2008, 326쪽.
5. ↑  https://archives.un.org/sites/archives.un.org/files/UNKRA/unkra_0182001.jpg

### 자료
- Dennis, Peter; Grey, Jeffrey; Morris, Ewan; Prior, Robin; Bou, Jean (2008). 《The Oxford Companion to Australian Military History》 (영어) Seco판. Melbourne: Oxford University Press. ISBN 978-0195517842.
- Lyons, Gene M. (1958). “American Policy and the United Nations' Program for Korean Reconstruction”. 《International Organization》 (영어) 12판 (2): 180–192. doi:10.1017/s0020818300008535.
- “About the United Nations Korean Reconstruction Agency (UNKRA)” (영어). Archives and Records Management Section, United Nations. 2023년 3월 31일에 확인함.
- 김정미 (2006년 12월 1일). “국제연합한국재건단(UNKRA)”. 2023년 3월 31일에 확인함.
- “UN 한국재건단의 활동”. 성산여자대학교 산학협력단. 2006년 12월 1일. 2023년 3월 31일에 확인함.
- 박동찬. “국제연합한국재건단”. 한국학중앙연구원.
- 임다은; 정용옥 (2019년 8월). “유엔한국재건단(UNKRA)의 조직과 활동”. 서울대학교 도서관 S-Space. 2023년 3월 31일에 확인함.

## 같이 보기
- 유엔 한국 위원회
- 국제연합한국통일부흥위원단 (UNCURK), 1951년 ~ 1973년 12월
- 유엔 한국 민사지원단 (UNCACK)
- 미국 육군: 한국민사원조처 (KCAC)